# Bartolomeo Càrceres
Bartolomeo Càrceres (Bartomeu Cárceres in catalano, pronuncia in valenciano [bəɾtuˈmɛu ˈkaɾsəɾəs] e Bartolomé Cárceres in castigliano) (fl. circa 1546) è stato un compositore spagnolo di Ensalada.

## Biografia
L'unico dato biografico verificabile che conosca su di lui è la registrazione, nel 1546, di un pagamento di 72 ducati come "portatore di libri" alla cappella del duca di Calabria, Fernando d'Aragona.  Il suo stipendio era la metà di quello del maestro di cappella Juan de Cepa.
I manoscritti M1166-M1967 della Biblioteca de Catalunya comprendono sia opere di Càrceres che di Cepa. Ad esempio, la villancico Soleta y verge, è un adattamento da una canzone profana tratta dal Cancionero de Uppsala realizzata in una versione a tre voci da Càrceres e in una variazione di questa a cinque voci con ritornello di Cepa.

## Opere

### Opere sacre
- Missa de desponsatione beatae Mariae
- Elegit sibi Dominus
- Vias tuas, Domine
- Lamentation Lamech - O vos omnes

### Opere profane
- Al jorn del judici
- Soleta yo so / Soleta y verge
- Falalalanlera
- Toca Juan tu rabelejo
- Remedio del primer padre
- Nunca tal cosa se vio
- ensalada: La trulla ("Hubbub")

## Registrazioni
- Bartomeu Càrceres - Villancicos & Ensaladas. Jordi Savall
- Bartomeu Càrceres - Ensaladas. Capella de Ministrers, 2011